# Идеаин
Идеаин — цианидин-3-О-галактозид, является антоцианом, производным цианидина, типом растительного пигмента.  
Идеаин представляет собой типичный моногликозилированный антоцианин, чувствительный к нагреванию при обработке пищевых продуктов и повышению температуры во время хранения.

## Нахождение
Идеаин содержится в сортах яблок с красной кожурой, в чернике (Vaccinium myrtillus), в большом количестве обнаружен в бруснике — 49 мг/100 г, в аронии черноплодной — 557 мг/100 г .

## Влияние на организм
Цианидин-3-О-галактозид — один из самых распространенных антоцианов, положительно влияющий на здоровье животных и человека. Как и многие другие антоцианы, идеаин также обладает замечательной антиоксидантной способностью, из которой были получены другие физиологические функции. К ним относятся его сердечно-сосудистые защитные и нейропротекторные свойства. Противовоспалительное, противораковое, противодиабетическое и антитоксическое также было подтверждено в растительных экстрактах, но насколько эти свойства связаны с присутствием цианидин-3-О-галактозида в смеси, все еще нуждается в дальнейшем исследовании.